# کامیلا ساییز
کامیلا ساییز (انگلیسی: Camila Sáez؛ زادهٔ ۱۷ اکتبر ۱۹۹۴) بازیکن فوتبال اهل شیلی است.
وی همچنین در تیم‌های ملی فوتبال Chile women's national under-17 football team و زنان شیلی بازی کرده‌است.